# Peptisation
Als Peptisation (griech.) wird die Wiederauflösung eines ausgeflockten bzw. koagulierten Kolloids bezeichnet. Es wird dabei in eine kolloidale Lösung (Sol) überführt.
Den umgekehrten Vorgang bezeichnet man als Koagulation oder Gelbildung, wobei durch die Zusammenballung kolloider Teilchen große Agglomerate entstehen.
Die Koagulation von Kolloiden oder auch von gröber dispersen Systemen wie Suspensionen kann durch den Zusatz von Peptisatoren verhindert werden. Dabei handelt es sich um Ionen mit starker elektrischer Ladung wie beispielsweise Citrate, Tartrate, Oxalate oder Diphosphate. Sie werden an die Teilchenoberfläche geladener Partikel  adsorbiert  und können deren Nernst-Potenzial überkompensieren. Es kommt hierbei zu einer Umpolarisation, also zu einer Vorzeichenumkehr des elektrischen Potentials an der Scherebene (Zeta-Potential). Es resultiert eine elektrostatische Abstoßung zwischen den Teilchen, wodurch deren Zusammenballung unterdrückt wird.
Peptisatoren werden als Dispergiermittel z. B. in der pharmazeutischen Technologie (Galenik) dazu verwendet, stabile Suspensionen herzustellen.
Bei leicht löslichen (lyophilen) Kolloiden kann die Peptisation auch durch Verdünnung oder durch Temperaturerhöhung erreicht werden.